# Liste de photographes hongrois
 (mars 2025).
Liste de photographes hongrois.

## A
- Alapfy Attila (1930–)
- Alapfy László (1955–)
- Albrecht Elvira (1920–1998)
- Almási László (1930–)
- Andory Aladics Zoltán (1899–1990)
- Angelo (Funk Pál) (1894–1974)
- Angyal Béla (? – ?)
- Angyalfi Andor (1892–1973)
- Apáti-Tóth Sándor (1948–)
- Arató Tibor (1936–2000)
- Armuth Iván (1928–)
- Aszmann Ferenc (1907– ?)
- Auerbach Miksa (? – ?)
- Ács Irén (1924–)
- Ágg Károly (1955–)

## B
- Bäck Manci (1891–1989)
- Bahget Iskander (1943–)
- Balassa László (1977–)
- Balla András (1945–)
- Balla Árpád Zoltán (1957–)
- Balla Demeter (1931–)
- Balázs Miklós (1946–)
- {{quoi|Balogh Csaba}} (1968–)
- Balogh László (1945–)
- Balogh Rudolf (1879–1944)
- Baranyai András (1938–)
- Baranyi Norbert (1982–)
- Bartal Ferenc (1923–1993)
- Bass Tibor (1909–1973)
- Bánkuti András (1958–)
- Bárány Nándor (1899–1977)
- Bartis Attila (1968–)
- Bátky Zsigmond (1974–1939)
- Bekey Imre Gábor (1872–1936)
- Belgrader Soma (? – ?)
- Bence Pál (1913–1989)
- Benkő Imre (1943–)
- Benkő Mihály (1940–)
- Berekméri Zoltán (1923–)
- Berkó Ernő (1955–)
- Beszédes Sándor (1830–1889)
- Bíró Klára (1939–)
- Bíró Lajos (1856–1931)
- Bizaglich Jenő (1923–2000)
- Bodola György (1952–2007)
- Bogdán Román (1922– ?)
- Bojár Sándor (1914–2000)
- Borsos József (1821–1883)
- Both Gábor (1971–)
- Botta Ferenc (1919–1968)
- Brassaï (szül. Halász Gyula, 1899–1984)
- Bruck László (1907–1981)
- Burger Barna (1965–)
- Bülch Ágoston (1840– ?)

## C
- Cornell Capa (1918–2008)
- Robert Capa (szül. Friedmann Endre, 1913–1954)
- Chochol Károly (1935–)
- Czeizing Lajos (1922–1985)
- Csigó László (1948–)
- Csik Ferenc (1894–1984)
- Csikós Árpád (1975–)
- Csomafáy Ferenc (1936–)
- Csonka Péter (1974–)
- Csontó Lajos (1964–)
- Csortos Szabó Sándor (1962–)
- Csörgeő Tibor (1896–1968)
- Csörnyi Roland (1978–)
- Csurcsin Mihály (? – ?)

## D
- Divald Károly (1830–1897)
- Dobrik István (1948–)
- Doctor Albert (1818–1888)
- Dolezsán Ágnes (1955–)
- Dombovári Tibor (1956–)
- Domonkos Endre (1925–)
- Drégely Imre (1960–)
- Dulovits Jenő (1903–1973)
- Dunky Ferenc  (1860–1941/44?).
- Dunky Kálmán (1858–1935)

## E
- Egey István (1828–1895)
- Eifert János (1943–)
- Eke Mihály (1891–1959)
- Ellinger Ede (? – ?)
- Enyedi Zoltán (1939–2009)
- Erdélyi Lajos (1929–)
- Erdélyi Mór (1866–1934)
- Escher Károly (1890–1966)
- Esterházy Mihály (1853–1906)

## F
- Faragó István (1945–), grafikus
- Farkas Géza (1872–1934)
- Farkas Tamás (1925–)
- Fazekas József Tamás (1974–)
- Fábián Gábor (1987–)
- Fehérváry Ferenc (1922–1988)
- Fejes László (1935–)
- Fejér Ernő (1945–)
- Fejér Gábor (1945–2009)
- Feledi Dezső (? –1940)
- Fenyő János (1954–1998)
- Féner Tamás (1938–)
- Forche Román (1854– ?)
- Forgách István (? – ?)
- Forgács Péter (1950–)

## G
- Gaál Zoltán (1953–)
- Gábor Enikő (1972–)
- Gaiduschek Erzsi (? – ?)
- Galántai György (1941–)
- Gál Imre (1915–2005)
- Gáti György (1954–)
- Gedeon Péter
- Gerendás Mihály (1908–1976)
- Gerlay Károly (? – ?)
- Gévay Béla (Pinkafő, 1841. február 12. eredetileg Albert – Szeged, 1909. július 24.)
- Gink Károly (1922–2002)
- Goszleth István (1850–1913)
- Gömör Tamás (1970–)
- Gönci Sándor (Frühof, 1907–1996)
- Gró Lajos (1901–1943)
- Gyagyovszky Emil (1881–1961)
- Gyarmati Sándor (1938–)
- Gyenge Valéria (1933–)
- Gyökér László (1940–)

## H
- Haár Ferenc (1908– ?)
- Hajas Tibor (1946–1980)
- Hajtmanszki Zoltán (1962–)
- Halász Károly (1946–)
- Halász Rezső (szül:Halász Rudolf, 1919–1992)
- Haller Ferenc
- Haller Frigyes (1902–1954)
- Haranghy György (1868–1945)
- Haris László (1943–)
- Harnóczy Örs (1947–)
- Hegedűs György (1954–)
- Hegoczki Ferenc (1943–)
- Hegyei Tibor (1898–1935)
- Helfgott Sámuel (? – ?)
- Heller József (? – ?)
- Hemző Károly (1928–2012)
- Herskó Anna (1920–2009)
- Lucien Hervé (szül:Elkán László, 1910–2007)
- Rodolf Hervé (1957–1921)
- Hevesy Iván (1893–1965)
- Hoffmann Dezső (1912–1986)
- Hoffmann Viktor (? – ?)
- Holics Gyula (1919–1989)
- Hollán Lajos (1895–1944)
- Horling Róbert (1931–1992)
- Horna Kati (1912–2000)
- Horváth Dávid (1948–)
- Horváth István (1941–)
- Horváth Péter (1945–)
- Hölzel Gyula (? –1960)
- Hutterrer Géza (? – ?)

## I
- Ilku János (1946–)
- Inkey Tibor (1908–1998)
- Imre Tamás (1971–)

## J
- Faix Jacques (1870–1950)
- Janikovszky György (1946–)
- Járai Rudolf (1913–1993)
- Jelfy Gyula (1863–1945)
- Jokesz Antal (1952–)
- Józsa Béla (1898–1943)
- Juhász Miklós (1934–)
- Jung Zseni (1940–)

## K
- Kaas Albert (? – ?)
- Kabáczy Szilárd (1930–)
- Kabán József (1933–)
- Kallós Oszkár (1875–1955)
- Kankowszky Ervin (1884–1945)
- Kankowszky Tamás (? – ?)
- Kardos Sándor (1944–)
- Kawalky Lajos (? – ?)
- Kálmán Kata (1909–1978)
- Kálmándy Pap Ferenc (1950–)
- Kárász Judit (1912–1977)
- Kátai Tamás (1975–)
- Kecskeméthy Mihály (? – ?)
- Keleti Éva (1931–)
- Kerekes Gábor (1945–)
- Kerny István (1879–1963)
- Kertész André (1894–1985)
- Kertész Dániel[Quoi ?] (1963–)
- Kinszki Imre (1901–1944)
- Klell Kálmán (1897–1980)
- Klösz György (1844–1913)
- Knebel Ferenc (? – ?)
- Kocsis István Tamás (1966–)
- Kocsis Iván (1931–)
- Kohlman Artur (1878–1916)
- Koller Károly (1823–1889)
- Koncz Zsuzsa (1941–2012)
- Konkoly-Thege Miklós (1842–1916)
- Kónya Kálmán (1926– ?)
- Koós Gyula (1923–2005)
- Kopek Gábor (1955–)
- Korniss Péter (1937–)
- Korschelt Miklós (1900–198?)
- Kotnyek Antal (1921–1990)
- Kovács László (1944–)
- Kovács I. Károly (1906– ?)
- Kovács Kornél (1934–)
- Kovács Tamás (1937–)
- Kováts István (1881–1942)
- Kozics Ede (? – ?)
- Kozmata Ferenc (1846–1902)
- Kőbányai János (1951–)
- Kőhalmi Péter (1962–)
- Kőnig György (? – ?)
- Körtési Béla (1955–)
- Kramolin Alajos (1812–1892)
- Kresz Albert (1939–)
- Kréhn Sándor (? – ?)
- Kropf Attila (1974 – ?)
- Kunkovács László (1942–)
- Kunszt János (1894–1960)
- Kunt Ernő (1948–1994)

## L
- Lackfi János (1971–)
- Lajos György (1934–2007)
- Lajos László (1902– ?)
- Landau Erzsébet (1896–1967)
- Langer Klára (1912–1974)
- Lantos Miklós (1930–)
- Lapu Ferenc (1898–1964)
- László János (1955–)
- Lengyel Lajos (1904–1978)
- Lengyel Samu (? –1887)
- Letzter Lázár (1832– ?)
- Letzter Mór (? – ?)
- Lósy József (? – ?)
- Lovich (Antal)(?) (? – ?)
- Lőrinczy György (1935–1981)
- Lőrinczy Mihály (? – ?)
- Lukács János (1912–1988)
- Lussa Vince (1924–2006)

## M
- Mai Manó (1855–1917)
- Majláth János (1840–1895)
- Mandur László (? – ?)
- Marastoni Jakab (1804–1860)
- Markovics Ferenc (1936–)
- Markó Ödön (1920– ?)
- Marton Ervin (1912–1968)
- Matusik Márton (? – ?)
- Matusz Károly (1946–2013)
- Matz Károly (1944–)
- Maurer Dóra (1937–)
- Mayer György (1817– ?)
- Máté Bence (1985–)
- Máté Olga (1878–1961)
- Mezey Lajos (1820–1880)
- Micskey István (1949–)
- Miklós Jutka (1884–1976)
- Mohai Balázs (1984–)
- Moholy-Nagy László (1895–1946)
- Molnár Edit (1933–)
- Monostory György (? – ?)
- Montvai Attila (1942–)
- Móser Zoltán (1946–)
- Munkácsi Márton (1896–1963)
- Muray Miklós (1892–1965)
- Müller Miklós (1913–2000)
- Müllner János (1870–1925)

## N
- Nagy Csaba (1956–)
- Nagy Gizi (? – ?)
- Nagy Lajos (1926–)
- Nagy Miklós (1951–)
- Nagy P. Zoltán (1943–2010)
- Nagy Zopán (1973–)
- Nagygyörgy Sándor (1933–1993)
- Németh József (1911–2006)
- Novák Mária (? -)

## O
- Oldal István (1828–1916)
- Oláh Nándor (1955–)
- Oláh Tibor (1950–)
- Orbán Balázs (1829–1890)
- Orzságh Antal (1818–1878)
- Osoha László (? – ?)
- Őrszigeti Frigyes (1923–1995)

## P
- Pap Gyula (1899–1983)
- Papp Elek (1965-)
- Pálvölgyi Ferenc (? – ?)
- Pándi Titusz (1960–)
- Pesky Ede (1835–1910)
- dr. Petzval József (1807–1891)
- Pécsi József (1889–1956)
- Plohn József (1869–1944)
- Pozsonyi Lajos (1932–2010)

## R
- Ramhab Gyula (1900–1978)
- Rácz Endre ifj. (1940–)
- Rehák Tibor (1897–1968)
- Reismann János (1905–1976)
- Reismann Marian (1911–1991)
- Rédner Márta (1909–1991)
- Rédner Miklós (1909–1944)
- Réti Pál (1918–1989)
- Rév Miklós (1906–1998)
- Révai Dezső (1903–1996)
- Révai Ilka (? – ?)
- Révész Tamás (1945–)
- Rittinger Aurél (1886–1944)
- Rónai Dénes (1875–1964)
- Rosti Pál (1830–1874)
- Róth László (1907–1979)
- Röckel János (1883–197?))
- Rötzer Henrik (1895–197?)
- Rupprecht Mihály (1829–1904)

## S
- Saphier Beatrix (1956–)
- Sándor Zsuzsa (1923–1969)
- Schäffer Béla (1815–1871)
- Schermann József (1886–1960)
- Schmal Károly (1942–)
- Schmidt Ágoston (18??–19??)
- Schmidt Anna (1902–1974)
- Schmidt Nándor (1889–1966)
- Schopper Tibor (1933–)
- Schrecker Ignác (18??– ?)
- Schwanner Ede (1928–)
- Seiden Gusztáv (1900–?)
- Seidl József (1894–1958)
- Seidner Zoltán (1896–1960)
- Sevcsik Jenő (1899–1996)
- Sima Andre (?–?)
- Simonyi Antal (1821–1892)
- Sipos Hajnalka (1972–)
- Sipos László (1960–)
- Skopall József (? – ?)
- Sopronyi Gyula (1974–)
- Stalter György (1956–)
- Stekovics Gáspár (1966–)
- Sterlisky Sándor (1851–1922)
- Strelisky Lipót (1816–1905)
- Sugár Kata (1910–1943)
- Szabó Antónia (1949–)
- Szabó Iván (1822–1858)
- Szabóky Zsolt (1941–2009)
- Szakál Géza (? –1959)
- Szathmáry Pap Károly (1812–1887)
- Szászvárosi József (1899–1962)
- Szebellédy Géza (1941–)
- Szeghalmy Gyula (1876–1963)
- Szelényi Károly (1943-)
- Székely Aladár (1870–1940)
- Székely György (1923–1969)
- Szélpál Árpád (1897–1987)
- Szijártó Ernő (1945–)
- Lenke Szilágyi (1959–)
- Szilágyi László (1960–)
- Szipál Márton (1924–)
- Szirányi István (1951–)
- Szőllősy Kálmán (1887–1976)
- Sztály János (1899–1980)
- Sztripszky Hiador (1875–1946)

## T
- Tabák Lajos (1904–2007)
- Tamás István (1955–)
- Tarczai Béla (1922-)
- Ifj. Tildy Zoltán (1917–1994) - fotográfus
- Tímár Péter (1948–)
- Timkó Imre (1875–1940)
- Tokaji András (1910–1981)
- Tomori Ede (1920– ?)
- Tóth István (1923–)
- Tóth József (1940–)
- Tóth Sándor (1935–)
- Török László (1948–)
- Truskovszky Dezső (? – ?)
- Türk Péter (1943–)

## U
- id. Uher Ödön (1859–1931)
- ifj. Uher Ödön (1892–1989)
- Urbán Ádám (1976–)
- Urbán Tamás (1945–)

## V
- Vadas Ernő (1899–1962)
- Vadász György (1953–1985)
- Vajda Ernő (1899–1980)
- Vass Kálmán (1956–)
- Vassányi Béla Ernő (1923–1999)
- Vattay Elemér (1931–2012)
- Vágó Bertalan (? – ?)
- Vámos László (1912–1983)
- Vancsó Zoltán (1972–)
- Váncza Emma (1863–1943)
- Váradi Zoltán (1955–)
- Vecsényi István (Wetschka, 1898–1976)
- Vécsy Attila (1954–)
- Végh Elek (1910–19??)
- Vékás Magdolna (1956–)
- Vencsellei István (1931–)
- Veress Ferenc (1832–1916)
- Vető János (1953–)
- Vidovics István (1944–)
- Vydarény Iván (1887– ?)

## W
- Wachter Klára (1905–1989)
- Wagner Ferenc (1951–)
- Weber Lajos (1952–)
- id. Weinwurm Antal (1845– ?)
- ifj. Weinwurm Antal (? – ?)
- Wessely György (1954–)
- Würsching Rezső (? – ?)

## Z
- Zajky Zoltán (1891–1962)
- Zágon László (1943–)
- Zádor Péter (1955–)
- Záhonyi Iván (1953–)
- Zátony Tibor (1955–)
- Zelesny Károly (1848–1913)
- Zinner Erzsébet (1909–1977)
- Zsák Móric (183?–18??)
- Zsigmondi Boris (1908–1978)